# Dwight Davis (basket-ball)
Pour les articles homonymes, voir Davis.
Dwight E. Davis (né le 11 octobre 1949 à Houston, Texas) est un ancien joueur américain de basket-ball qui évoluait au poste d'ailier.

## Biographie
À sa sortie de l'université de Houston en 1972, Davis fut sélectionné au 3e rang de la draft 1972 par les Cavaliers de Cleveland. Surnommé « Double D », Davis joua cinq saisons en NBA avec deux équipes : les Cavaliers de Cleveland (1972-75) et les Warriors de Golden State (1975-77). Il inscrivit 8,6 points en 340 rencontres de saison régulière.
Dwight fut intronisé au "Hall of Honor" de l'université de Houston en novembre 2006, 34 années après l'avoir quitté. Il détient toujours de nombreux records de l'école.